# Шутилово (Тульская область)
Шутилово  — деревня в Тульской области России. С точки зрения административно-территориального устройства входит в Сеневский сельский округ, Алексинский район. В плане местного самоуправления входит в состав муниципального образования город Алексин.

## География
Шутилово находится в северо-западной части региона, в пределах северо-восточного склона Среднерусской возвышенности, в подзоне широколиственных лесов, у реки Ничига.
Абсолютная высота — 211 метров над уровнем моря.

### Климат
Климат на территории Шутилово, как и во всём районе, характеризуется как умеренно континентальный, с ярко выраженными сезонами года. Средняя температура воздуха летнего периода — 16 — 20 °C (абсолютный максимум — 38 °С); зимнего периода — −5 — −12 °C (абсолютный минимум — −46 °С).
Снежный покров держится в среднем 130—145 дней в году.
Среднегодовое количество осадков — 650—730 мм.

## Топоним
До революции — деревня также именовалась Шутилова.

## История
До революции — в составе Широносовской волости Алексинского уезда.
Относилась к епархии Преображенской церкви в с. Сенево.
До муниципальной реформы в марте 2005 года входила в Авангардский сельский округ. После её проведения включёна в образованные муниципального образования сельское поселение «Авангардское» и в Алексинский муниципальный район.
21 июня 2014 года Алексинский муниципальный район и Авангардское сельское поселение были упразднены, деревня Шутилово стала входить в городской округ Алексин.

## Население
| 2010 |
| ---- |
| 0    |

Согласно результатам переписи 2002 года, в национальной структуре населения русские составляли 100 % из 2 чел.. Проживали по 14 мужчин и женщин.

## Инфраструктура
Обслуживается отделением почтовой связи 301344.
Личное подсобное хозяйство (на декабрь 2022 года 28 домов).

## Транспорт
Просёлочная дорога.